# Скоропадські
Скоропа́дські — український козацький рід 17 — 20 століття. За родинною легендою походив від підляського шляхтича Федора Скоропадського, що оселився на Брацлавщині й став козаком. Родове гніздо — Умань. 1674 року переселилися до Сіверщини. Наприкінці 18 століття отримали статус дворян Російської імперії. Володіли маєтками на Стародубщині. Їхній рід був внесений до 6 частини генеалогічної книги Чернігівської губернії.

## Походження
Рід дав двох гетьманів України — Івана Скоропадського і Павла Скоропадського, Від братів бездітного гетьмана Івана — Василя Скоропадського й Павла (помер до 1739), бунчукового товариша (1712) пішли дві лінії роду Скоропадських: старша, яка існувала по 21 століття, й молодша, що згасла ще у кінці 18 століття.

## Опис герба
«Малоросійський гербовник» подає такий опис герба Скоропадських:
|  | Родова емблема Скоропадських: три стріли, перевернуті зіркою. |

Він є видозміною шляхетського герба Болти. Герб роду фіксується з початку 18 століття. У тому ж гербовнику подається опис великого герба роду, жалуваного російськими царями 7 грудня 1884 року:
|  | Щит розсічений. В першій, срібній половині запорозький козак в червоному одязі, що тримає на лівому плечі гвинтівку. В лівій, червоній, половині три срібні перевернуті стріли: середня пряма, а бокові — покладені навхрест й зв'язані золотою стрічкою. Нашоломник: три страусові пера: середнє червоне, із золотою булавою, а бокові — срібні. Намет червоний із сріблом. Герб прикрашений червоною мантією, що підбита соболями, й увінчаний червоною ж гетьманською шапкою із соболиним околишем, що прикрашена аграфою з двома срібними півнячими пір'їнами. Щитотримачі: два срібних коня з червоними очима і язиками. Девіз: Conjugit favores! червоними буквами на срібній стрічці. |

Також на печатці Михайла Скоропадського кінця XVIII ст. фіксується інший великий герб роду:
|  | Прямокутний чотиридільний щит, на якому: в першій та четвертій частинах — на блакитному полі крило, у другій та третій частинах — на червоному полі лев, у середньому щитку — на червоному полі три стріли в зірку вістрями додолу перев’язано стрічкою (родовий герб Скоропадських); над щитом шолом під шоломовою короною, в нашоломнику три страусових пера, навколо щита намет. |

## Родовід
І

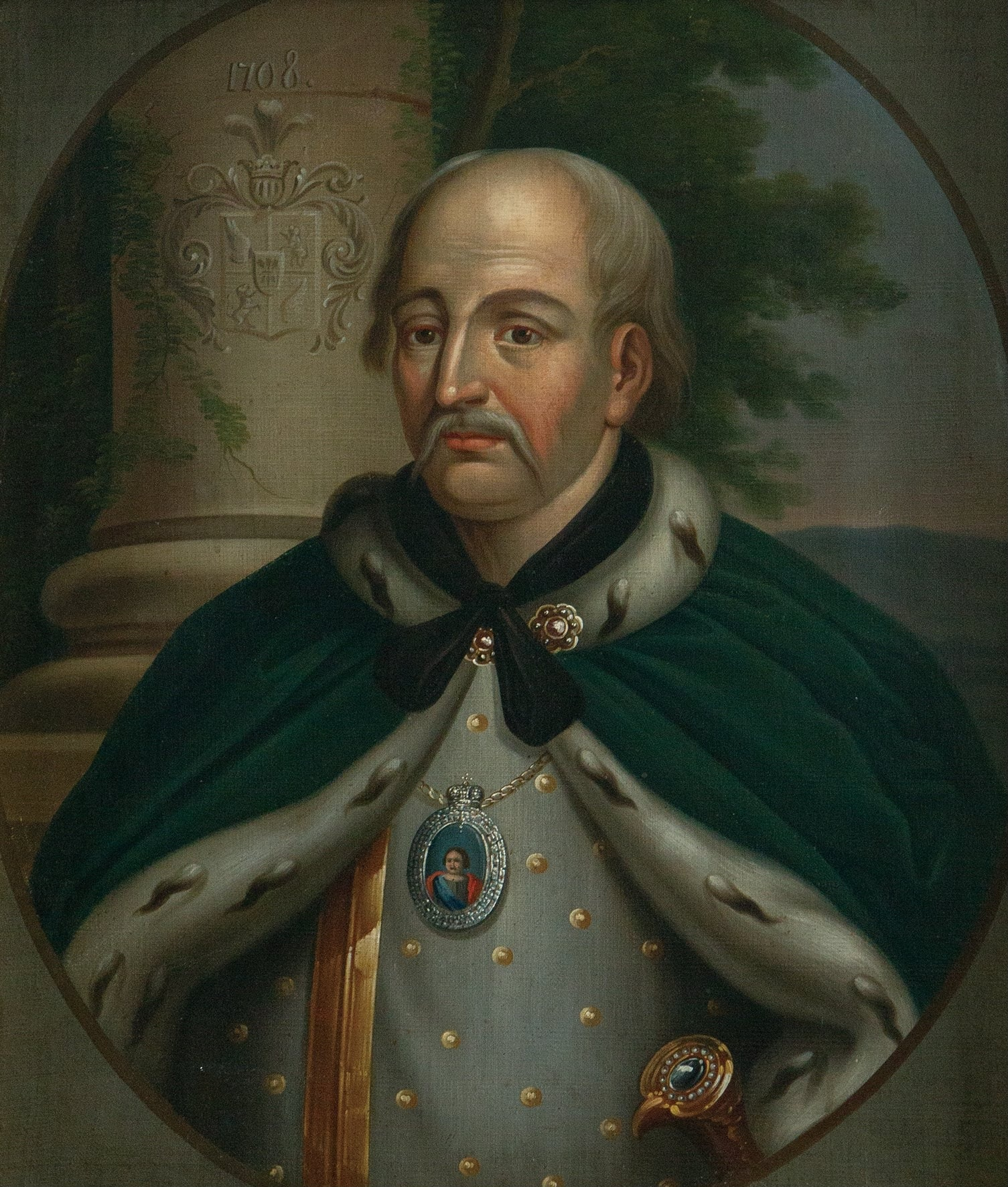
Гетьман Іван Скоропадський

- Федір Скоропадський (? — ⁣1648) — козак, учасник битви на Жовтих Водах.

ІІ
- Ілля Скоропадський (? — ?) — козак, учасник битви на Жовтих Водах.

+ княжна NN Чорторийська.
ІІІ
- Іван Скоропадський (1646⁣ — ⁣1722) — гетьман Війська Запорозького (1708⁣ — ⁣1722).

+ Пелагія Каленикович (з 1675).
+ Анастасія Маркович (з 1700).
- Василь Скоропадський (? — ⁣1727) — генеральний бунчужний (1726⁣ — ⁣1727).

+ NN Голубович (до 1695).
+ Ксенія Томівна (з 1705).
- Павло Скоропадський (? — ⁣1739) — бунчуковий товариш.

+ NN, ймовірно туркеня.
IV
- Ірина Іванівна Скоропадська (1679⁣ — ⁣1744)

+ Семен Лизогуб
- Уляна Іванівна Скоропадська (1703⁣ — ⁣1733)

+ Петро Толстой
- Михайло Васильович Скоропадський (1697⁣ — ⁣1758) — вихованець Київської академії, бунчуковий товариш (1715, «первейший» 1733), учасник кавказько-перського походів (1720 — 30), польській 1733 — 34 і російсько-турецької війни 1735 — 1739, генеральний підскярбій (1741 — 1758)
- Іван Васильович Скоропадський — генеральний бунчужний (1728).
- Анастасія Василівна Скоропадська (1723⁣ — ??)

+ Федір Кочубей
- Параскева Василівна Скоропадська

+ Іван Забіла
- Скоропадський Тимофій Павлович (1691 — бл. 1764) — бунчуковий товариш.

+ Гана Федорівна Сулима.
- Ганна Павлівна Скоропадська (? — ⁣1764)

+ Федір Посудевський
V
- Яків Скоропадський (1730 — 1785) — лейбгвардії майор.
- Скоропадський Іван Михайлович (1727 — 1782), вихованець Київської Академії (разом з братами Петром і Яковом) і нім. високих шкіл, ген. осавул (1762 — 81), депутат від шляхетства Глухівського пов. в Комісії «О сочинении проекта Нового Уложения» (1767), відомий укр. автономіст, якого вважали кандидатом на гетьмана.

+ Уляна Василівна Кочубей
- Скоропадський Костянтин Тимофійович — військовий товариш (1781 — ?).

+Єфросинія Михайлівна Скаржинська
VI
- Михайло Скоропадський
- Скоропадський Іван Іванович

VII
- Іван Михайлович Скоропадський (1805 — 1887), прилуцький пов. (1844 — 47) і полтавський губ. (1847 — 52) маршалок, діяч сел. реформи 1861, дідич Тростянця, де він збудував палац і один з найкращих парків на Лівобережжі.

VIII
- Петро Іванович Скоропадський (1834 — 1885), полковник кавалергардів, учасник кавказьких воєн, стародубський земський діяч й повітовий маршалок (1869 — 85);
- Єлисавета Іванівна Скоропадська (1832 — 90), дружина Л. Милорадовича, відома укр. діячка.

ІХ

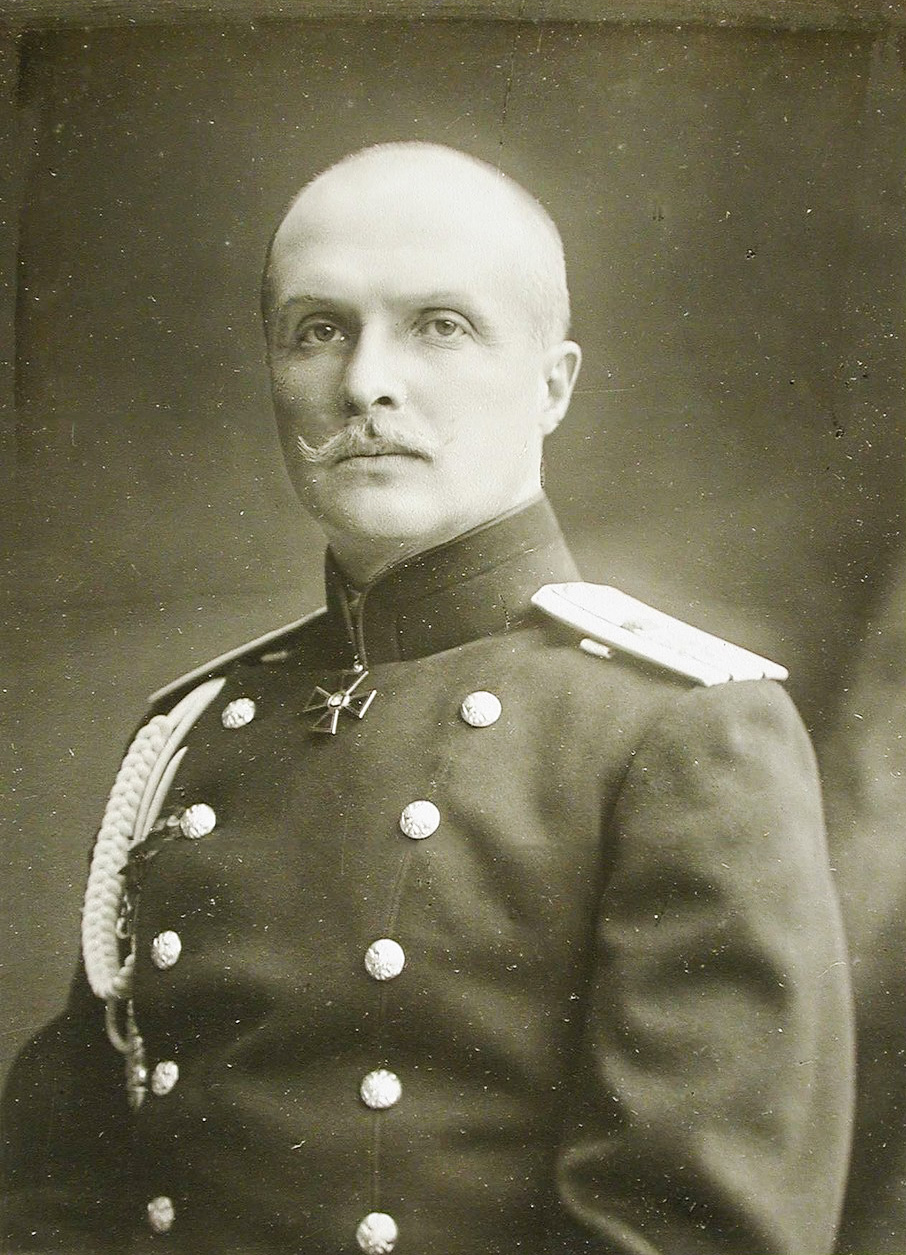
гетьман Павло Скоропадський.

- Павло Петрович Скоропадський (1873⁣ — ⁣1945) — гетьман всієї України (1918).

+ Олександра Дурново
Х
- Марія Павлівна Скоропадська (1898⁣ — ⁣1959)

+ граф Монтрезор
- Єлизавета Павлівна Скоропадська (1899⁣ — ⁣1975)

+ Кужим
- Петро Павлович Скоропадський (1900⁣ — ⁣1956) — хворий на епілепсію.
- Данило Павлович Скоропадський (1906⁣ — ⁣1957)
- Павло Павлович Скоропадський (1915⁣ — ⁣1918) — помер внаслідок хвороби.
- Олена Павлівна Скоропадська (1919⁣ — ⁣2014)

+ Гіндер
+ Отт.
- Олександра Отт донька Олени Скоропадської-Отт народилися 1954 року мешкає побизу Цюриха, Швейцарія.
- Ірен Отт донька Олени Скоропадської-Отт.
- Ванесса Кеніг онука Олени Скоропадської народилася 1985 року у Цюриху, Швейцарія.
- Дмитро Кеніг син Олександри Кеніг.

## Інші
- Георгій Васильович Скоропадський (1873 — 1925), гол. Сосницької пов. земської управи (1905 — 07), чл. III і IV Державної Думи.
- Іван Скоропад Володимирович (1908-1981) - майор, збройних сил СРСР. Учасник Німецько-радянської війни, а також Радянсько-фінської війни.